# هونشو
هونشو (به ژاپنی: 本州/ Honshū) جزیرهٔ اصلی کشور ژاپن و هفتمین جزیره بزرگ جهان است. هونشو بزرگ‌ترین و پرجمعیت‌ترین جزیره در میان جزایر اصلی ژاپن است. در قدیم به این جزیره هوندو هم (本土) گفته می‌شد که به معنی «خاک اصلی» است. بزرگ‌ترین شهر در هونشو، توکیو است.
هونشو در جنوب هوکایدو و تنگه تسوگارو، در شمال از شیکوکو و دریای درونی، و در شمال شرق کیوشو و تنگه کانمون قرار گرفته‌است. هونشو، دریای ژاپن را که در شمال و غرب آن قرار دارد، از اقیانوس آرام که در سمت جنوب و شرق آن جای گرفته، جدا می‌کند. بلندترین نقطهٔ هونشو، چکادِ فوجی است.
هونشو پس از جزیره جاوه کشور اندونزی، دومین جزیره پرجمعیت دنیا است. جمعیت هونشو تا سال ۲۰۱۷ میلادی، ۱۰۴ میلیون نفر بود که بیشتر در نواحی ساحلی و دشت‌ها متمرکز بودند. تقریباً ۳۰ درصد از کل جمعیت هونشو در منطقه کلان‌شهری توکیو، در دشت کانتو ساکن هستند. آب و هوای آن مرطوب و معتدل است.
هونشو همواره کانون اصلی قدرت فرهنگی و سیاسی ژاپن در طی تاریخ بوده و چندین پایتخت این کشور از گذشته تا حال، از جمله کیوتو، نارا، کاماکورا و توکیو در آن قرار داشته‌اند. بلندترین کوه ژاپن، کوه فوجی، و بزرگ‌ترین دریاچه آن، دریاچه بیوا در هونشو قرار دارند.
بیشتر کرانه جنوبی جزیره بخشی از کمربند تایهیو به‌شمار می‌آید. کمربند تایهیو یک ناحیه کلان‌شهری بسیار گسترده‌است که چندین جزیره ژاپن را در بر می‌گیرد. هونشو توسط تعدادی پل و تونل به سه جزیره اصلی دیگر ژاپن مرتبط است.
پیش از ورود قوم ژاپنی به این جزایر، در بخش شمالی هونشو و کل جزیره هوکایدو محل سکونت قوم آینو بود که مردمان بومی ژاپن هستند.

## جغرافیا
این جزیره تقریباً ۱۳۰۰ کیلومتر درازا و ۵۰ تا ۲۳۰ کیلومتر پهنا دارد و مساحت کل آن ۲۲۷۹۶۰ کیلومتر مربع است که کمی بزرگتر از جزیره بریتانیای کبیر با ۲۰۹۳۳۱ کیلومتر مربع است. مساحت خاک هونشو با برنامه‌های احیای زمین و بالا آمدن سواحل در شمال آن که به دلیل فشارهای صفحات زمین‌ساختی برهم پیش آمده، افزایش یافته‌است. هونشو ۱۰۰۸۴ کیلومتر خط ساحلی دارد.
به دلیل کوهستانی و آتشفشانی بودن، هونشو زمین‌لرزه‌های مکرری را تجربه می‌کند (زمین‌لرزه بزرگ کانتو در سپتامبر ۱۹۲۳ به شدت به توکیو آسیب رساند، و زلزله مارس ۲۰۱۱ قسمت شمال شرقی جزیره را به اندازه ۵٫۳ متر جابجا کرد و در عین حال سونامی ویرانگری را نیز ایجاد کرد).
بلندترین آتشفشان فعال در هونشو، کوه فوجی با ارتفاع ۳۷۷۶ متر است که هونشو را به هفتمین جزیره مرتفع جهان تبدیل کرده‌است. رودخانه‌های زیادی در هونشو جریان دارد، از جمله رود شینانوگاوا که طولانی‌ترین رودخانه ژاپن است. رشته‌کوه‌های آلپی ژاپن سرتاسر هونشو را درنوردیده و از کناره‌های «دریای ژاپن» تا ساحل اقیانوس آرام را در بر می‌گیرند. آب و هوای هونشو به‌طور کلی نیمه‌گرمسیری مرطوب در غرب ژاپن و مرطوب قاره‌ای در شمال است.

## اقتصاد
در این دشت شهرهای توکیو و یوکوهاما، کاوازاکی، سایتاما و چیبا قرار گرفته‌اند. بیشتر صنایع ژاپن در امتداد کمربندی که از توکیو و شهرهای ساحل جنوبی هونشو، از جمله کیوتو، اوزاکا، ناگویا، کوبه و هیروشیما، می‌گذرد واقع شده‌اند.
اقتصاد در امتداد سواحل شمال غربی دریای ژاپن تا حد زیادی مربوط به ماهیگیری و کشاورزی است. نیگاتا به عنوان یک تولیدکننده مهم برنج شهرت دارد. دشت‌های کانتو و نوبی برنج و سبزیجات تولید می‌کنند. یاماناشی منطقه عمده تولید میوه است، و آئوموری برای سیبش مشهور است.
مراکز تاریخی برجسته هونشو عبارتند از: کیوتو، نارا، و کاماکورا.

## مواد معدنی
هونشو جایگاه بخش بزرگی ذخایر معدنی ژاپن است، این جزیره همچنین دارای ذخایر کوچک نفت و زغال‌سنگ است که بیشتر در استان‌های فوکوشیما و نیگاتا متمرکز شده‌اند، اگرچه تولید زغال‌سنگ هونشو در مقایسه با هوکایدو و کیوشو ناچیز است. بیشتر ذخایر نفت ژاپن نیز در شمال هونشو، در امتداد سواحل غربی واقع شده‌است و استان‌های نیگاتا، یاماگاتا، و آکیتا را در بر می‌گیرد. از نظر منابع معدنی، هونشو بیشتر مس، سرب، روی و کرومیت ژاپن را در خود جای داده‌است. ذخایر کوچکتری از طلا، نقره، آرسنیک، گوگرد و پیریت نیز در سراسر جزیره پراکنده‌است.